# Mater et magistra
Mater et magistra (latín: Madre y maestra) es una carta encíclica del papa Juan XXIII promulgada el 15 de mayo de 1961. Fue anunciada el día anterior ante miles de personas en un discurso dirigido "a todos los trabajadores del mundo".

## Argumentario
Juan XXIII advierte que la cuestión social tiene una dimensión mundial y que así como se puede hablar de personas pobres, también se ha de hablar de sectores pobres y naciones pobres. El desarrollo de la historia muestra cómo las exigencias de la justicia y la equidad atañen tanto a las relaciones entre trabajadores dependientes y empresarios o dirigentes, como a las relaciones entre los diferentes sectores económicos, y entre las zonas económicamente más desarrolladas y las zonas económicamente menos desarrolladas dentro de una misma nación; y, en el plano mundial, a las relaciones entre países en diverso grado de desarrollo económico-social. Un problema de fondo es cómo proceder para reducir el desequilibrio entre el sector agrícola, y el sector de la industria y los servicios; y para que mejore la calidad de vida de la población agrícola-rural.
Sostiene que la justicia y la equidad exigen que los poderes públicos actúen para que las desigualdades entre zonas económicamente más desarrolladas y menos desarrolladas sean eliminadas o disminuidas y en las zonas menos desarrolladas se aseguren los servicios públicos esenciales.
Reafirma el carácter de "derecho natural" de la propiedad privada y también de su efectiva difusión entre todas las clases sociales:

La dignidad de la persona humana exige normalmente, como fundamento natural para vivir, el derecho al uso de los bienes de la tierra, al cual corresponde la obligación fundamental de otorgar a todos, en cuanto posible sea, una propiedad privada.

Pone énfasis en el derecho de los trabajadores de sindicarse y en la necesidad de que los salarios estén de acuerdo con la dignidad humana del trabajador y de su familia, con la aportación efectiva del trabajador la posibilidad económica de la empresa y la situación económica general.
Juan XXIII sostiene que una economía justa no sólo depende de la abundancia y distribución de bienes y servicios sino que incluye el papel de la persona humana como sujeto y objeto del bienestar. Propone la cristianización de la familia, la empresa y la sociedad; la vocación de la Iglesia y de cada cristiano es superar la excesiva desigualdad entre los distintos sectores de la sociedad y resistir los procesos económicos y políticos que ponen en peligro la dignidad humana y la libertad.
La encíclica tuvo una gran aceptación y fue reconocida mundialmente por sus fundamentos éticos, sociales y cristianos hasta el punto de que el 9 de septiembre de 1962 en la ciudad de Santiago de los Caballeros, en la nación caribeña de República Dominicana fue fundada la Pontificia Universidad Católica Madre y Maestra; primera universidad de carácter privado del país y cuyos principios fundamentales se inspiran en la encíclica Mater et magistra.

## Esquema
INTRODUCCIÓN
I. Enseñanzas de la encíclica Rerum novarum y su desarrollo posterior en el magisterio de Pío XI y Pío XII
	Situación económica y social.
	La Rerum novarum , suma de la doctrina social católica.
	La encíclica Quadragesimo anno.
	Cambio histórico.
	El radiomensaje "La Solennità".
	Ulteriores cambios.
	Motivos de esta nueva encíclica.
II. Puntualización y desarrollo de las enseñanzas sociales de los Pontífices anteriores
	Iniciativa privada e intervención de los poderes públicos en el campo económico.
	La socialización.
	La remuneración del trabajo.
	Estructuras económicas.
	La propiedad.
III. Los aspectos recientes más importantes de la cuestión social
	Relaciones entre los distintos sectores de la economía.
	Relaciones entre las zonas de desigual desarrollo de un país.
	Relaciones entre los países de desigual desarrollo económico.
	Incremento demográfico y desarrollo económico.
	Colaboración en el plano mundial.
IV. La reconstrucción de las relaciones de convivencia en la verdad, en la justicia y en el amor
	Ideologías defectuosas y erróneas.
	El sentido religioso, natural en el hombre.
	Perenne eficacia de la doctrina social de la Iglesia.
	Instrucción social católica.
	Educación social católica.
	Intervención de las asociaciones del apostolado seglar en esta educación.
	Necesidad de la acción social católica.
	Responsabilidad de los seglares en el campo de la acción social.
	Un grave peligro: el olvido del hombre.
	Reconocimiento y respeto de la jerarquía de los valores.
	Santificación de las fiestas.
	La perfección cristiana y el dinamismo temporal son compatibles.
	Es necesaria una mayor eficacia en las actividades temporales.
	Miembros vivos del Cuerpo místico de Cristo.